# Arthur Wœhrlin
André Arthur Wœhrlin, né le 13 août 1847 à Strasbourg et mort le 21 décembre 1900  dans cette ville, est un médecin strasbourgeois. 

## Aperçu biographique
Il est le fils du pharmacien Philippe Wœhrlin et de Virginie Fourniol.
Il s'occupe beaucoup de la médecine scolaire du canton Nord et fait progresser l'hygiène des enfants dans les écoles. Il a donné son nom à une rue à Strasbourg dans le quartier de la Robertsau.
Il est inhumé au cimetière Saint-Louis de Strasbourg (Robertsau).

## Œuvres et publications
- Notes sur les blessures par armes à feu, observées à l'ambulance du Lycée de Strasbourg, pendant le siège de cette ville, [thèse de médecine][4], Paris, 1871.
- « État sanitaire et maladies régnantes à Strasbourg », in: Annales d'hygiène publique et de médecine légale, XXI, 256.
- (de) Über Verletzungen und traumatische Aneurysmen der Arteria maxillaris interna, Tübingen, 1898.

En collaboration
- (de) avec Oscar Gerval:  Das Reconvalescentenhaus, Hospiz Lovisa. Bericht ueber die sechs ersten Verwaltungsahre dem Verwaltungsrath der Civil-Hospizien der Stadt Straßburg, Fischbach G. (Straßburg), 1886.